# NGC 69
NGC 69 je eliptická galaxie vzdálená od nás zhruba 307 milionů světelných let a nacházející se v souhvězdí Andromedy.